# 옥산면 (부여군)
옥산면(玉山面)은 대한민국의 충청남도 부여군에 설치된 면이다. 넓이는 25.39km2이고, 인구는 2006년 기준으로 1,748명이다.

## 개요
옥산면은 남쪽으로는 서천군, 북쪽으로는 보령시와 경계를 이루고 있는 차령산맥의 끝자락에 위치하고 있는 중산간지대로서 벼농사 뿐만 아니라, 최근에 느타리버섯, 딸기, 표고버섯, 방울토마토 등과 같은 특용작물의 재배를 통하여 고소득을 올리고 있다.

## 행정 구역
- 안서리(安西里): 행정복지센터 소재지.
- 가덕리(加德里)
- 내대리(內垈里)
- 대덕리(大德里)
- 봉산리(鳳山里)
- 상기리(上基里)
- 수암리(秀巖里)
- 신안리(新安里)
- 중양리(中陽里)
- 학산리(鶴山里)
- 홍연리(鴻淵里)

## 특이 사건
옥산면 소속의 중양리에서 마을 주민 너댓명이 소형 트럭으로 대전에서 온 장의차를 가로막은 채 통행료를 내라고 윽박지르고 돈을 안내면 주민법상 장의차를 통과시겨 줄수 없다고 2시간동안 협박한 끝내 350만원을 갈취하여 논란이 되고 있다.